# Menezes Y Morais
Menezes Y Morais (Altos, 29 de julho de 1951) é um poeta brasileiro, ativo participante da renovação poética da literatura no Piauí na década de 70.
José Menezes de Moraes, poeta, contista, jornalista e professor, formou-se em História pela UNB (Universidade de Brasília). Reside na capital brasileira, militando na imprensa e participando do sindicato da categoria, além de ser professor universitário.

## Obras
- Laranja Partida ao Meio (1978)

- Pássaro da Terra com Paisagens Humanas (1982)

- A Balada do Ser e do Tempo (1987)

- Por Favor, Dirija-se a Outro Guichê (teatro, 2001)[2]